# Brooklyn
Brooklyn, il cui territorio corrisponde a quello della contea di Kings (in inglese Kings County), è il più popoloso dei cinque distretti (in inglese borough) della città di New York. Con una popolazione di circa 2 648 403 abitanti nel 2020 è la contea più popolosa dello stato, la seconda contea più densamente popolata degli interi Stati Uniti d'America (dietro a New York County, comprendente Manhattan). 
Situata nell'estremità occidentale di Long Island, possiede un unico confine terrestre, quello con il distretto del Queens. È congiunta all'antistante isola di Manhattan da una serie di tunnel e ponti che attraversano l'East River; i collegamenti stradali con Staten Island sono invece assicurati dal ponte di Verrazzano.
Nominata dalla cittadina olandese di Breukelen, fu prima un villaggio e poi una città autonoma fino al 1º gennaio 1898, data in cui fu annessa a New York; nonostante ciò continua a mantenere una propria particolare identità. All'interno del distretto vi sono numerosi quartieri che costituiscono delle vere e proprie enclavi etniche, retaggio dei grandi flussi migratori che hanno interessato Brooklyn sin dalla fine del XIX secolo. Nel periodo di intensa immigrazione italiana dalla seconda metà dell'Ottocento ai primi decenni del Novecento, Brooklyn divenne nota ad alcuni con il nome italianizzato di "Broccolino".
Dopo decenni di degrado e declino, a partire dall'inizio del XXI secolo Brooklyn ha assistito ad una rinascita, diventando un quartiere trendy frequentato da hipster. In pochi anni hanno aperto i battenti locali alla moda, negozi e ristoranti di lusso. Accanto a queste attività si sono insediate a Brooklyn anche startup di alta tecnologia, gallerie d'arte e laboratori di moda. Tutto ciò ha conseguentemente comportato un fenomeno di gentrificazione ed un aumento vertiginoso dei prezzi degli alloggi.

## Geografia fisica
Brooklyn è localizzata sull'estremità occidentale di Long Island. L'unico confine terrestre è quello con il Queens a nord-est. È separata da Manhattan, che si trova a nord-ovest, dal braccio di mare noto come East River. Brooklyn si affaccia su diversi specchi d'acqua: Jamaica Bay, l'Oceano Atlantico, The Narrows (che lo separa da Staten Island), il New York Harbour (che lo separa dal New Jersey) e l'East River.

## Storia
I primi coloni europei a giungere nell'estremità occidentale di Long Island, abitata dagli indiani Lenape, furono gli olandesi. I primi centri abitati furono costruiti nel 1624, ma è nel 1646 che la Compagnia olandese delle Indie occidentali autorizzò l'edificazione del villaggio di Breuckelen. Esso prese il nome da Breukelen, un piccolo comune nella provincia di Utrecht (dell'antica dominazione olandese non rimane pressoché traccia, eccezion fatta per qualche casa o per qualche cimitero).
Con la conquista inglese dei Nuovi Paesi Bassi nel 1664, anche Brooklyn finì sotto l'autorità del Regno Unito. Nel 1683 il territorio della provincia di New York venne suddiviso in dodici contee; Brooklyn entrò a far parte della contea di Kings, così ribattezzata in onore del re Carlo II d'Inghilterra. Il 27 agosto 1776 si combatté nelle vicinanze di Brooklyn la battaglia di Long Island, il primo grande scontro armato che seguì la Dichiarazione di indipendenza degli Stati Uniti d'America.

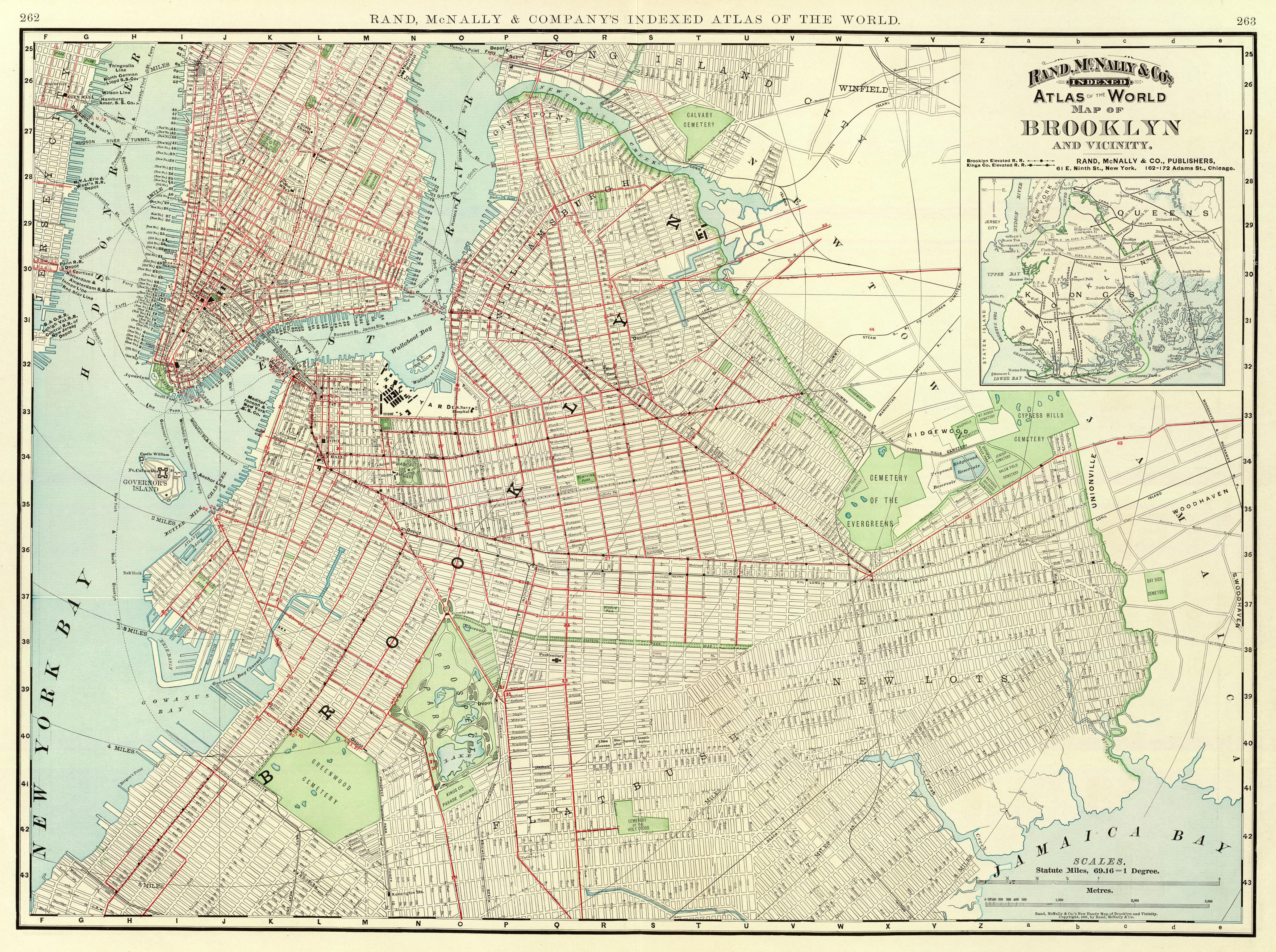
Una mappa di Brooklyn del 1897

Nel XIX secolo, data la vicinanza con New York, Brooklyn ebbe un rapido sviluppo. Tra il 1800 e il 1820 la sua popolazione triplicò. Nel 1854, Brooklyn assorbì la città di Williamsburg. Progressivamente assorbì anche gli altri agglomerati, fino ad annettere (1896) tutto il territorio della contea. Nel 1883 venne costruito il famoso ponte, diventato subito un simbolo non solo di Brooklyn, ma dell'intera New York, che rese ancor più rapidi i collegamenti con Manhattan.
Nel 1898, la popolazione votò per unirsi con Manhattan, Bronx, Queens e Richmond per formare la città di New York.

## Società
| I cinque distretti di New York                               | I cinque distretti di New York | I cinque distretti di New York | I cinque distretti di New York | I cinque distretti di New York | I cinque distretti di New York | I cinque distretti di New York | I cinque distretti di New York | I cinque distretti di New York |
| Giurisdizione                                                | Giurisdizione                  | Popolazione                    | PIL                            | PIL                            | Area calpestabile              | Area calpestabile              | Densità                        | Densità                        |
| Distretto                                                    | Contea                         | Censimento (2020)              | miliardi (US$)                 | pro capite (US$)               | miglia quadrate                | km quadrati                    | persone/mi²                    | persone/km²                    |
| ------------------------------------------------------------ | ------------------------------ | ------------------------------ | ------------------------------ | ------------------------------ | ------------------------------ | ------------------------------ | ------------------------------ | ------------------------------ |
| The Bronx                                                    | Bronx                          | 1 472 654                      | 28,787                         | 19 570                         | 42,10                          | 109,04                         | 34 653                         | 13 231                         |
| Brooklyn                                                     | Kings                          | 2 736 074                      | 63,303                         | 23 900                         | 70,82                          | 183,42                         | 37 137                         | 14 649                         |
| Manhattan                                                    | New York                       | 1 694 251                      | 629,682                        | 378 250                        | 22,83                          | 59,13                          | 72 033                         | 27 826                         |
| Queens                                                       | Queens                         | 2 405 464                      | 73,842                         | 31,310                         | 108,53                         | 281,09                         | 21 460                         | 8 354                          |
| Staten Island                                                | Richmond                       | 495 747                        | 11,249                         | 23 460                         | 58,37                          | 151,18                         | 8 112                          | 3 132                          |
| New York                                                     | New York                       | 8 804 190                      | 806,863                        | 93 574                         | 302,64                         | 783,83                         | 28 188                         | 10 947                         |
| Stato di New York                                            | Stato di New York              | 19 849 399                     | 1 547,116                      | 78 354                         | 47 214                         | 122 284                        | 416,4                          | 159                            |
| Fonte: consulta le voci che riguardano il singolo distretto. |                                |                                |                                |                                |                                |                                |                                |                                |

Dall'ultimo censimento del 2010 la popolazione di Brooklyn risulta così suddivisa: 
- 42,8% bianchi
- 34,3% neri
- 10,5% asiatici
- 0,5% nativi americani.

Il 19,8% sono ispanici di qualsiasi etnia. Il 37,4% è nato all'estero ed il 46,1% parla un'altra lingua a casa oltre all'inglese.
Per quanto riguarda le discendenze europee viene riportato che il 4,8% ha origini italiane, il 4,3% dell'est europeo (Russia, Ucraina, ex Unione Sovietica etc.), il 4,2% centro europeo (Polonia, Cechia, Slovacchia etc.), il 3,8% irlandesi, il 2,8% tedesche.

### Etnie e minoranze straniere
Brooklyn è sempre stata una città cosmopolita, dal momento che molti dei migranti sbarcati negli Stati Uniti si insediavano qui. Alcuni di loro, trovandosi in un paese straniero, decidevano di vivere insieme ai loro connazionali, non mischiandosi con immigrati provenienti da altri paesi, formando così vere e proprie enclavi etniche. Questi quartieri tuttavia non conservavano sempre la propria identità e i loro abitanti, nel corso degli anni, tendevano a trasferirsi, mutando la composizione etnica della popolazione.
Gli italo-americani sono concentrati prevalentemente nei quartieri di Bensonhurst (dove ogni anno si festeggia santa Rosalia), Bay Ridge e Dyker Heights, dove sono la maggioranza assoluta degli abitanti. Altre zone caratterizzate dalla forte presenza italiana sono la sezione meridionale di Brooklyn e Carrol Gardens, a nord di Williamsburg.
I russi e gli ucraini risiedono soprattutto a Brighton Beach, ribattezzata Little Odessa, e a Sheepsheads Bay. Queste zone, abitate in origine da ebrei russi, sono state popolate da famiglie ucraine e russe non ebree, giunte negli Stati Uniti negli anni settanta. I polacchi sono stanziati a Greenpoint, detta anche Little Poland.
Bushwick ospita invece una grande comunità di ispano-americani, originari prevalentemente di Porto Rico e della Repubblica Dominicana. A Sunset Park la minoranza più rilevante è quella dei messicani.
Gli ebrei ortodossi e gli ebrei chassidici abitano Borough Park, un quartiere caratterizzato dalla presenza di sinagoghe, yeshivah e negozi kosher. Altri quartieri con una considerevole presenza ebraica sono Williamsburg, Sea Gate e Crown Heights.
I cinesi vivono soprattutto nella parte sud di Brooklyn, a Sunset Park (dove esiste una grossa chinatown), a Bensonhurst, a Gravesend e ad Homecrest.

### Musei
Il Brooklyn Museum, aperto nel 1897, è uno dei più grandi musei americani di arte e al suo interno si possono ammirare circa 1,5 milioni di pezzi, dall'arte egizia a quella contemporanea.

## Quartieri

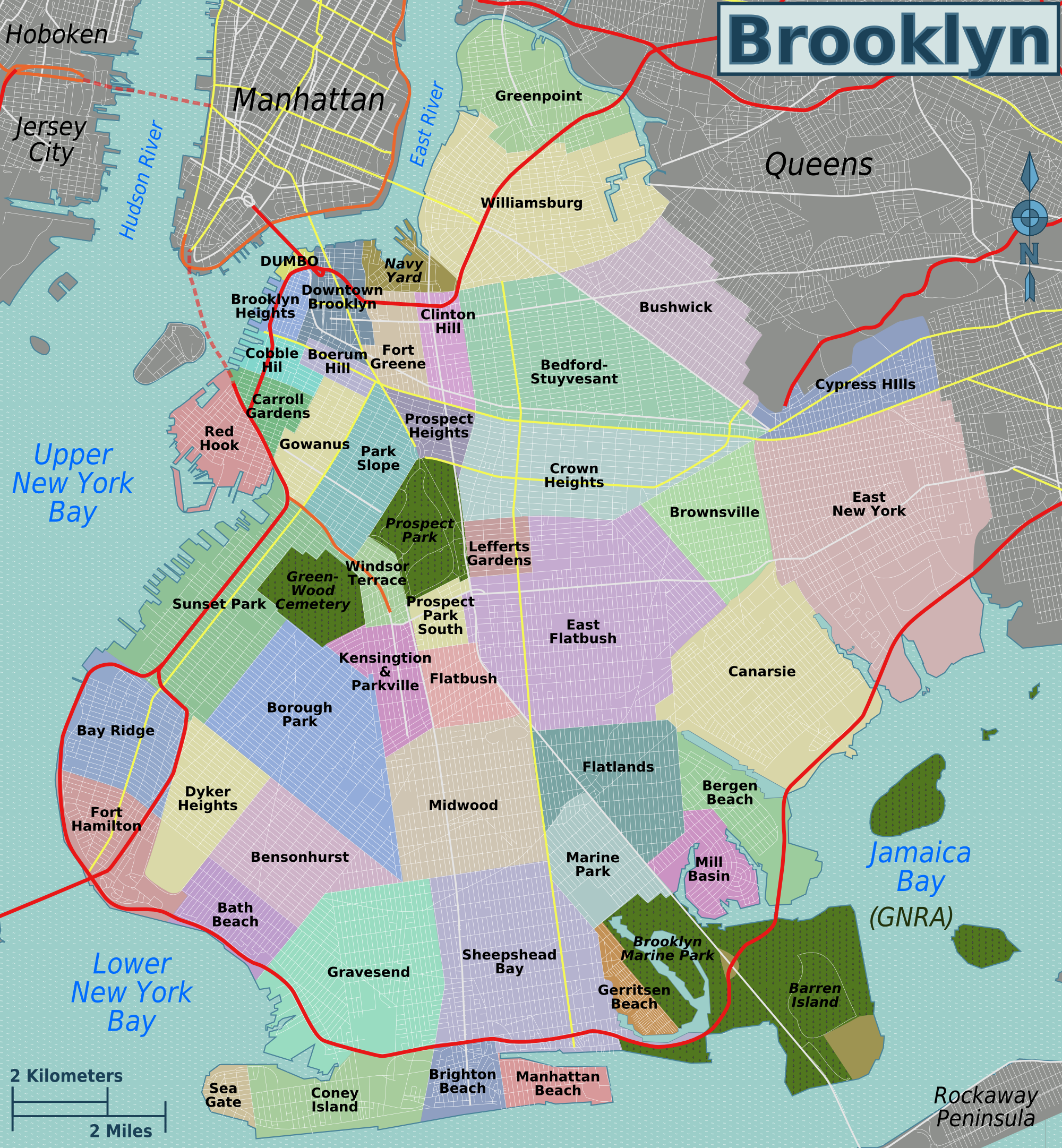
Confini dei quartieri

### Brooklyn centrale
- Crown Heights
  - Weeksville
- Flatbush
  - Beverley Squares: Beverley Square East, Beverley Square West
  - Ditmas Park
  - East Flatbush
    - Farragut
    - Remsen Village

  - Fiske Terrace
  - Pigtown
  - Wingate
  - Fishhook
- Prospect Park
  - Prospect Lefferts Gardens
  - Prospect Park South
  - Windsor Terrace[12]
- Kensington
  - Ocean Parkway
  - Parkville
- Midwood

### Brooklyn orientale
- Brownsville
- Canarsie
- East New York
  - City Line
  - Cypress Hills
  - New Lots
  - Spring Creek
  - Starrett City
- Highland Park

### Brooklyn settentrionale
- Bedford–Stuyvesant[13]
  - Bedford
  - Ocean Hill
  - Stuyvesant Heights
- Bushwick
  - Wyckoff Heights
  - East Williamsburg
- Greenpoint
  - Little Poland
- Williamsburg

### Brooklyn nord-occidentale
- Brooklyn Heights
- Brooklyn Navy Yard
  - Admiral's Row
- Cadman Plaza
- Clinton Hill
- Downtown Brooklyn
  - Bridge Plaza/RAMBO
- DUMBO
  - Fulton Ferry
- Fort Greene
- Prospect Heights
  - Pacific Park/Atlantic Yards
- Vinegar Hill
- South Brooklyn – prende il nome dalla posizione geografica della città originaria di Brooklyn, che oggi comprende i quartieri sopra elencati sotto la voce "Brooklyn nord-occidentale". Non si trova nella parte meridionale del quartiere moderno.
  - Boerum Hill
  - Carroll Gardens
    - Columbia Street Waterfront District

  - Cobble Hill
  - Gowanus
  - Park Slope
    - South Park Slope
    - Greenwood Heights

  - Red Hook

### Brooklyn meridionale
- Barren Island
- Bergen Beach e Georgetown
- Coney Island
  - Brighton Beach, noto anche come "Little Odessa"
    - West Brighton

  - Manhattan Beach
  - Sea Gate
- Sheepshead Bay e Madison
  - Homecrest
- Flatlands
- Gerritsen Beach
- Gravesend
  - White Sands
- Marine Park
- Mill Basin
- Plumb Beach

### Brooklyn sudoccidentale
La parte sud-occidentale di Brooklyn condivide strade e viali numerati che iniziano dalla 36th Street alla 101st Street e dalla 1st Avenue alla 25th Avenue, passando rispettivamente per i quartieri elencati di seguito.
- Bay Ridge
  - Fort Hamilton
- Bensonhurst
  - Bath Beach
  - New Utrecht
- Borough Park
  - Mapleton[14]
- Dyker Heights
- Sunset Park
  - Chinatown
  - Sunset Industrial Park

## Infrastrutture e trasporti
Brooklyn dispone di una fittissima rete di trasporti pubblici. Il suo territorio è servito da diciotto fermate della Metropolitana di New York. Vi sono tre importanti stazioni ferroviarie: l'Atlantic Terminal, la East New York station e la Nostrand Avenue station. Brooklyn dispone anche di un'importante rete di trasporto pubblico su gomma.
Brooklyn è unita a Manhattan mediante tre grandi ponti: il ponte di Brooklyn, quello di Williamsburg e quello di Manhattan. Il celebre ponte di Verrazzano la unisce invece a Staten Island. È attraversata dal canale Gowanus, sul quale si contano ben cinque ponti.
Brooklyn disponeva anche di porto mercantile, tuttavia la maggior parte delle merci transita in un'altra sezione del porto di New York, quella di fronte al New Jersey. È stato recentemente aperto un terminale per le crociere.